# 44. ceremonia wręczenia nagród Grammy
44. ceremonia wręczenia nagród Grammy, prestiżowych amerykańskich nagród muzycznych wręczanych przez Narodową Akademię Sztuki i Techniki Rejestracji odbyła się w niedzielę, 27 lutego 2002 roku.

## Nagrody

### Obszar generalny
Lista składa się ze wszystkich nominowanych, a zwycięzcy zostaną pogrubieni.

#### Nagranie roku
- „Walk On” – U2
- Video – India.Arie
- Fallin' – Alicia Keys
- Ms. Jackson – OutKast
- Drops of Jupiter – Train

#### Album roku
- O Brother, Where Art Thou? – Various Artists
- Acoustic Soul – India.Arie
- Love and Theft – Bob Dylan
- Stankonia – OutKast
- All That You Can’t Leave Behind – U2

#### Piosenka roku
- Fallin' – Alicia Keys (Autor: Alicia Keys)
- Drops of Jupiter – Train (Autorzy: Charlie Colin, Rob Hotchkiss, Patrick Monahan, Jimmy Stafford & Scott Underwood)
- I’m Like a Bird – Nelly Furtado (Autor: Nelly Furtado)
- Stuck in a Moment You Can’t Get Out Of – U2 (Autorzy: U2)
- Video – India.Arie (Autorzy: India.Arie, Carlos „Six July” Broady & Shannon Sanders)

#### Najlepszy nowy artysta
- Alicia Keys
- India.Arie
- Nelly Furtado
- David Gray
- Linkin Park

### Pop

#### Najlepszy występ pop solowy kobiecy
- I’m Like a Bird – Nelly Furtado

#### Najlepszy występ pop solowy męski
- „Don’t Let Me Be Lonely Tonight” – James Taylor

#### Najlepszy występ pop w duecie lub w zespole
- Stuck in a Moment You Can’t Get Out Of – U2

#### Najlepsza popowa kolaboracja
- Lady Marmalade – Christina Aguilera, Lil’ Kim, Mýa, Pink i Missy Elliott

#### Najlepszy album popowy
- Lovers Rock – Sade

### Rock

#### Najlepsza piosenka rockowa
- Drops of Jupiter – Train

#### Najlepszy album rockowy
- All That You Can’t Leave Behind – U2

#### Najlepszy występ rockowy kobiecy
- „Get Right With God” – Lucinda Williams

#### Najlepszy występ rockowy męski
- Lenny Kravitz za utwór „Dig In”

#### Najlepszy występ rockowy w duecie lub w zespole
- U2 za utwór „Elevation”

#### Najlepszy występ metalowy
- Tool za utwór „Schism”

### Muzyka alternatywna

#### Najlepszy album alternatywny
- Coldplay – „Parachutes”
- Tori Amos – „Strange Little Girls”
- Björk – „Vespertine”
- Fatboy Slim – „Halfway Between the Gutter and the Stars”
- Radiohead – „Amnesiac”

### R&B

#### Najlepsza piosenka R&B
- „Fallin'” – Alicia Keys

#### Najlepszy album R&B
- „Songs in A Minor” – Alicia Keys

#### Najlepszy występ R&B kobiecy
- „Fallin'” – Alicia Keys

#### Najlepszy występ R&B męski
- „U Remind Me” – Usher

#### Najlepszy występ R&B w duecie lub w zespole
- „Survivor” – Destiny’s Child

### Rap

#### Najlepszy album Rapowy
- „Stankonia” – OutKast
- „Scorpion” – Eve
- „Pain Is Love” – Ja Rule
- „The Blueprint” – Jay-Z
- „Back for the First Time” – Ludacris

#### Najlepszy występ Rapowy w duecie lub zespole
- „Ms. Jackson” – OutKast
- „Clint Eastwood” – Gorillaz
- „Put It on Me” – Ja Rule featuring Lil’ Mo & Vita
- „Change the Game” – Jay-Z featuring Beanie Sigel & Memphis Bleek
- „Big Pimpin'” – Jay-Z featuring UGK

#### Najlepszy występ hip-hopowy
- Get Ur Freak On – Missy Elliott
- „Because I Got High” – Afroman
- „Who We Be” – DMX
- „Izzo (H.O.V.A.)” – Jay-Z
- „Ride wit Me” – Nelly

### Country

#### Najlepszy album country
- „Timeless: Hank Williams Tribute” – Various Artists

#### Najlepsza piosenka country
- „The Lucky One” – Alison Krauss & Union Station

### New Age

#### Najlepszy album New Age
- „A Day Without Rain” – Enya

### Jazz

#### Najlepszy jazzowy album wokalny
- „The Calling: Celebrating Sarah Vaughan” – Dianne Reeves

#### Najlepszy jazzowy występ instrumentalny
- Nearness of You: The Ballad Book – Michael Brecker

#### Najlepszy jazzowy album instrumentalny, indywidualny lub w zespole
- „This Is What I Do” – Sonny Rollins

### Gospel

#### Najlepszy album pop gospel
- CeCe – „Winans”

#### Najlepszy album rock gospel
- „Solo” – DC Talk

#### Najlepszy album tradycyjny soul gospel
- „Spirit of the Century” – the Blind Boys of Alabama

#### Najlepszy album Contemporary soul gospel
- „The Experience” – Yolanda Adams

### Muzyka latynoamerykańska

#### Najlepszy album pop latino
- Freddy Fender – La Música de Baldemar Huerta

#### Najlepszy album rock/alternatywa latino
- Ozomatli – „Embrace the Chaos”

### Reggae

#### Najlepszy album muzyki reggae
- „Halfway Tree” – Damian Marley

### World Music

#### Najlepszy album World Music
- Ravi Shankar za „Full Circle: Carnegie Hall 2000”

### Dzieci

#### Najlepszy album dziecięcy
- Ścieżka dźwiękowa „Elmo i orkiestra”

#### Najlepszy album ze słowami dla dzieci
- „Mama Don’t Allow”